# Гуссанкур
Гуссанку́р (фр. Goussancourt) — коммуна во Франции, находится в регионе Пикардия. Департамент коммуны — Эна. Входит в состав кантона Фер-ан-Тарденуа. Округ коммуны — Шато-Тьерри.
Код INSEE коммуны — 02351.

## Население
Население коммуны на 2010 год составляло 110 человек.
| 1962 | 1968 | 1975 | 1982 | 1990 | 1999 | 2010 |
| ---- | ---- | ---- | ---- | ---- | ---- | ---- |
| 115  | 124  | 102  | 92   | 78   | 68   | 110  |

## Экономика
В 2010 году среди 62 человек трудоспособного возраста (15—64 лет) 53 были экономически активными, 9 — неактивными (показатель активности — 85,5 %, в 1999 году было 53,7 %). Из 53 активных жителей работали 49 человек (28 мужчин и 21 женщина), безработных было 4 (2 мужчин и 2 женщины). Среди 9 неактивных 1 человек был учеником или студентом, 5 — пенсионерами, 3 были неактивными по другим причинам.